# Milan-San Remo 1970
L'édition 1970, la 61e de la course cycliste Milan-San Remo s'est déroulée le 19 mars 1970. Elle a été remportée en solitaire par l'Italien Michele Dancelli. Cela faisait 17 ans qu'un Italien n'avait plus remporté cette classique.

## Classement final
|    | Cycliste         | Pays                 | Équipe                   | Temps           |
| -- | ---------------- | -------------------- | ------------------------ | --------------- |
| 1  | Michele Dancelli | Italie               | Molteni                  | 6 h 32 min 56 s |
| 2  | Gerben Karstens  | Pays-Bas             | Peugeot-Michelin-BP      | + 1 min 39 s    |
| 3  | Eric Leman       | Belgique             | Flandria-Mars            | + 1 min 39 s    |
| 4  | Italo Zilioli    | Italie               | Faema-Faemino            | + 1 min 39 s    |
| 5  | Walter Godefroot | Belgique             | Salvarani                | + 1 min 39 s    |
| 6  | Rolf Wolfshohl   | Allemagne de l'Ouest | Fagor-Mercier-Hutchinson | + 1 min 39 s    |
| 7  | Mauro Simonetti  | Italie               | Ferretti                 | + 1 min 43 s    |
| 8  | Eddy Merckx      | Belgique             | Faema-Faemino            | + 1 min 56 s    |
| 9  | Frans Verbeeck   | Belgique             | Geens-Watney-Diamant     | + 1 min 56 s    |
| 10 | Guido Reybrouck  | Belgique             | Germanvox-Wega           | + 1 min 56 s    |